# Costes de Baiarri
Les Costes de Baiarri són unes costes de muntanya del terme municipal de Conca de Dalt, a l'antic terme de Claverol, a l'enclavament dels Masos de Baiarri, al Pallars Jussà.
Està situat a l'extrem oriental d'aquest enclavament, a l'esquerra de la llau de Perauba, a llevant dels Rocs de Brunet. Són a llevant de les Solana de l'Extrem, de la Solana del Mig i de la Solana de la Grallera, al nord-est de la Serra de Coll de Neda.